# Сапаров, Алтынбек Саматулы
Алтынбек Саматулы Сапаров (каз. Алтынбек Саматұлы Сапаров; род. 26 апреля 1995, Ленинское, Западно-Казахстанская область) — казахстанский футболист, полузащитник клуба «Каспий».

## Карьера
Футбольную карьеру начал в 2014 году в составе клуба «Байтерек».
В начале 2015 года вернулся в «Атырау».
В 2019 году подписал контракт с клубом «Окжетпес».

## Достижения
«Елимай»
- Чемпион Первой лиги Казахстана: 2023

«Атырау»
- Финалист Кубка Казахстана (2): 2017, 2018

## Клубная статистика
| Игровая карьера | Игровая карьера | Игровая карьера | Лига | Лига | Кубок | Кубок | Межд. | Межд. | Др. | Др. |
| --------------- | --------------- | --------------- | ---- | ---- | ----- | ----- | ----- | ----- | --- | --- |
| 2021            | Кызыл-Жар       | А               | 15   | 0    | 5     | 0     | —     | —     | —   | —   |
| 2022            | Атырау          | А               | 1    | 0    | —     | —     | —     | —     | —   | —   |